# Givira arbeloides
Givira arbeloides is een vlinder uit de familie van de Houtboorders (Cossidae). De wetenschappelijke naam van de soort is voor het eerst gepubliceerd in 1899 door Harrison Gray Dyar Jr..

## Verspreiding
De soort komt voor in het zuiden van de Verenigde Staten, Mexico en El Salvador.

## Ondersoorten
- Givira arbeloides arbeloides (Dyar, 1899)
  - = Eugivira flavescens Dognin, 1904
  - = Givira felicoma Dyar, 1913
- Givira arbeloides rufescens Barnes & McDunnough, 1911